# Пятка (река)
Пятка — река в России, протекает по территории Терского района Мурманской области. Устье реки находится в 92 км по правому берегу реки Варзуги. Длина реки — 35 км, площадь её водосборного бассейна — 160 км²

## Данные водного реестра
По данным государственного водного реестра России относится к Баренцево-Беломорскому бассейновому округу, водохозяйственный участок реки — реки бассейна Белого моря от западной границы бассейна реки Иоканга (мыс Святой Нос) до восточной границы бассейна реки Нива, без реки Поной, речной подбассейн реки — подбассейн отсутствует. Речной бассейн реки — бассейны рек Кольского полуострова и Карелии, впадает в Белое море.